# Bubblegum Crisis
Bubblegum Crisis (jap. バブルガムクライシス, Baburugamu Kuraishisu) ist der Name einer achtteiligen Original Video Animation aus den Jahren 1987 bis 1991. Die Geschichte wird dem Cyberpunk-Genre zugeordnet.
Es erschienen die Nachfolgeserie Bubblegum Crash und die Fernsehserie Bubblegum Crisis Tokyo 2040, die die Handlung neu erzählt. Als Spin-off erschien AD Police mit einem Manga und zwei OVAs. Außerdem wurde in den USA ein auf der Originalserie basierendes Pen-&-Paper-Rollenspiel veröffentlicht sowie ein Comic zur Serie vom US-Amerikaner Adam Warren.

## Inhalt
Das Tokio der Jahre 2032 und 2033 ist unter der weitgehenden Kontrolle des Konzerns Genom. Dieser hatte die Stadt nach einem schweren Erdbeben mit Hilfe der Boomer, Androiden, wieder aufgebaut. Diese wurden von Dr. Katsuhito Stingray entwickelt, der jedoch kurz nach der Entwicklung von Agenten von Genom ermordet und dessen Entwicklungen gestohlen wurden. Seit diesem Ereignis hat sich Genom als die führende Instanz in der Weltwirtschaft hervorgearbeitet, doch der Konzern hat weitaus dunklere Ambitionen, die auf die Herrschaft über die ganze Welt hinauslaufen. Ein großer Teil von Genoms Erfolg ist auf die Boomer zurückzuführen, kybernetische Wesenheiten, die von Genom auch als Waffen und Sklavenarbeiter vermarktet werden.
Stingrays Tochter Silia ist gegen die Vorherrschaft Genoms und gründete mit weiteren jungen Frauen die Knight Sabers, ein Team von vier Söldnerinnen. Sie kämpfen häufig gegen Amok laufende Boomer, gegen die auch die aufgerüstete AD Police nichts ausrichten kann. Die Knight Sabers besitzen selbstgebaute Mechas, die Hardsuits, mit denen sie gegen die Boomer kämpfen.
Die Bezeichnung Boomer verdanken die Roboter dem Umstand, dass ihre Einführung zu einem Wirtschaftsaufschwung (Boom) geführt hat.

### Episoden
Tinsel City (ca. 45 min., japanische Veröffentlichung Februar 1987)Die Knight Sabers werden von der Weltraumabwehr USSD beauftragt, die entführte Cynthia zu befreien. Allerdings machen sie dabei einen mächtigen Feind auf sich aufmerksam, und auch das kleine Mädchen ist bei weitem nicht so harmlos, wie ihnen ursprünglich weisgemacht wurde.
Born to Kill (ca. 30 min., japanische Veröffentlichung September 1987)Nach einer Explosion in einem Genom-Forschungslabor wird Irene Chang von Boomern getötet, als sie mehr über den Tod ihres Verlobten herausfinden will, der in diesem Labor gearbeitet hat. Genom setzt seine Forschungen an einem neuen Boomer-Modell in einem neuen Labor fort. Die Knight Sabers wollen Irene rächen, treffen im neuen Forschungslabor jedoch auf den neuen Super-Boomer.
Blow Up (ca. 30 min., japanische Veröffentlichung Dezember 1987)Die Mutter des kleinen Cho, einem Jungen aus Priss' Nachbarschaft, stirbt, als Genom Häuser für eine neue Fabrik abreißen lässt. Daraufhin ziehen die Knight Sabers los, um Rache an Brian J. Mason zu nehmen.
Revenge Road (ca. 40 min., japanische Veröffentlichung Juli 1988)J. B. Gibson und seine Verlobte Naomi Anderso wurden von Outlaws, einer Rocker-Bande, brutal überfallen. Gibson rüstet sein Auto daraufhin auf und jagt damit die Outlaws. Als Dr. Raven, der Mechaniker der Knight Sabers und auch ein Freund von Gibson, erfährt, dass Gibson seinen Wagen zu einer Waffe umgebaut hat, beauftragt er die Knight Sabers damit, Gibson zu stoppen.
Moonlight Rambler (ca. 45 min., japanische Veröffentlichung Dezember 1988)Sylvie und Anri fliehen von einer Raumstation auf die Erde. Beide sind auf der Erde illegale Boomer-Typen, und Anri, die bei der Flucht verletzt wurde, braucht Menschenblut, um zu überleben. Sylvie besorgt in ihrem Mech DD das Blut für Anri, indem sie Autofahrer überfällt und ihnen das Blut absaugt. Allerdings hat der DD eine tödliche Überraschung parat, deren Einsatz das Ende von ganz Mega-Tokio bedeuten könnte.
Red Eyes (ca. 45 min., japanische Veröffentlichung August 1989)Die Knight Sabers verüben angeblich brutale Überfälle auf verschiedene Genom-Zweigstellen und fordern die AD-Police zum Kampf heraus. In Wirklichkeit sind diese Knight Sabers aber Boomer, die unter der Kontrolle von Largo stehen… und nicht nur die Knight Sabers, sondern auch Genom und Quincy stehen auf seiner Todesliste.
Double Vision (ca. 45 min., japanische Veröffentlichung März 1990)Die Rocksängerin Vision kehrt nach einem Jahr Pause plötzlich wieder ins Geschäft zurück – allerdings nicht um des Singens oder ihrer Fans wegen, sondern um Rache für ihre Familie zu nehmen. Eines ihrer Opfer soll der Chef von Genom, Quincy, sein. Wieder greifen die Knight Sabers ein, um eine Tragödie zu verhindern.
Scoop Chase (ca. 50 min., japanische Veröffentlichung Januar 1991)Der ehrgeizige Genom-Techniker Dr. Miriam Yoshida will die Knight Sabers vernichten, um bei Genom aufzusteigen. Zugleich will die junge Reporterin Lisa Vanette, die Nichte von Nenes Chef, sich bei den Knight Sabers für die Zerstörung ihrer Kamera rächen, indem sie deren Identität aufzudecken sucht… und in dieser Geschichte steht besonders Nene hilflos zwischen beiden Fronten.
Bubblegum Crash
The Illegal Army (ca. 45 min, japanische Veröffentlichung Mai 1992)Es ist das Jahr 2034 und die Knight Sabers scheinen sich in alle vier Winde verstreut zu haben. Linna spekuliert an der Börse, Priss versucht sich an einer professionellen Karriere als Sängerin, und Silia ist verschwunden. Sie helfen der AD Police dennoch, als diese mit einer Serie bewaffneter Überfälle nicht fertigwird, die von einer eigentlich totgeglaubten Söldnertruppe begangen werden.
Geo Climbers (ca. 45 min, japanische Veröffentlichung Juli 1992)Der Boomer-Forscher Dr. Haynes, ein alter Freund und Kollege von Silias Vater, wurde ermordet und sein Prototyp ADAMA, ein Boomer einer völlig neuen Generation, ist verschwunden. Nun müssen die Knight Sabers alles daran setzen, ADAMA und dessen Entführer, den wahren Mörder von Haynes, zu finden.
Meltdown (ca. 45 min, japanische Veröffentlichung Dezember 1992)Immer mehr Boomer geraten in Tokio durch eine Boomer-„Revolution“ außer Kontrolle. Die Knight Sabers finden heraus, dass ihr alter Feind Largo dahinter steckt, doch dieser hat neben dieser angezettelten Revolte ein weit gefährlicheres Ziel im Auge.

### Charaktere
Die Knight Sabers:
Silia Stingray (auch Sylia)Die Gründerin der Knight Sabers betreibt ein Geschäft für Damenunterwäsche namens Silky Doll. Sie ist die Tochter von Dr. Katsuhito Stingray, erhielt nach dessen Tod seine Konstruktionspläne für die Hard-Suits und führte seine Forschungen fort. Silia ist sehr zurückhaltend, aber bei den Einsätzen der Knight Sabers kommandiert sie das Team.
Prisilla S. AsagiriDie Sängerin der Rockband Priss and the Replicants ist eine begeisterte Motorradfahrerin. Priss ist eine antiautoritäre und eher aggressive Person, die sich aber bereitwillig für ihre Freunde aufopfert. Bei den Einsätzen der Knight Sabers ist sie spezialisiert auf den Sturmangriff mit schweren Waffen. Im Verlauf der Serie entwickelt sie langsam auch Gefühle für den AD-Police-Inspektor Leon McNichol.
Nene RomanovaDie Hackerin der Knight Sabers arbeitet in der Funkzentrale der AD Police. Sie ist eher unsportlich, ein wenig naiv, verträumt und etwas sorglos. Bei den Einsätzen der Knight Sabers ist sie für die Kommunikation, Sensorbeobachtungen und ECM-Maßnahmen zuständig.
Linna YamazakiDie Aerobictrainerin wollte eigentlich Tänzerin werden. Sie ist begeistert hinter Geld her, und ihre Partnerschaften wechseln sehr häufig. Bei den Einsätzen ist sie überwiegend für den Nahkampf zuständig.
Mackie StingrayDer jüngere Bruder von Silia Stingray, unterstützt die Knight Sabers in technischer Hinsicht durch Wartung ihrer Suits.
AD-Police-Personal:
Leon McNicholIn der AD-Police hat er den Rang eines Inspektors inne. Er schwärmt für Priss, und im Verlauf der Serie findet er heraus, dass sie zu den Knight Sabers gehört, hütet aber ihr Geheimnis.
Daley WongDer Kollege von Leon McNichol steht offen zu seiner Homosexualität, flirtet sogar scherzhaft mit Leon, wenn bei diesem die Nerven durchgehen.
Chief TodoEr ist der Vorgesetzte von Leon McNichol und Daley Wong. Leicht aufbrausend, in kritischen Situationen aber auch die helfende Vaterfigur.
NaokoDie Büroangestellte bei der AD-Police ist mit Nene Romanova befreundet und schwätzt mit ihr ständig über Popmusik und prospektive Junggesellen.
Genom:
QuincyDen Vorstandsvorsitzenden des Genom-Konzerns umgibt eine Aura des Geheimnisvollen, die er auch dadurch nährt, indem er nie wirklich persönlich in Erscheinung tritt und sich stattdessen von Boomer-Doppelgängern vertreten lässt. Von seinem Leben vor Genom ist so gut wie nichts bekannt.
Brian J. Mason/LargoQuincys Stellvertreter, der Dr. Katsuhito Stingray tötete und versucht, immer wieder durch ein Komplott Quincys Posten zu übernehmen. Später transferiert er sein Bewusstsein und seine Persönlichkeit in einen Boomer-Körper und wird zu Largo, einen selbsternannten Boomer-Messias, der die Menschheit zu vernichten versucht.
Kate MadiganNach Masons Tod wird sie zu Quincys Stellvertreterin. Sie ist effizient, kalt und Genom treu ergeben.
Andere Charaktere:
FargoEr besorgt Aufträge und Informationen für die Knight Sabers. Wiederholt und vergeblich versucht er, mit Silia eine Romanze anzufangen.

## Produktion und Veröffentlichung

### Bubblegum Crisis
Der Anime wurde bei den Studios Artmic und AIC produziert. Regie führten Hiroaki Gohda, Katsuhito Akiyama und Masami Obari; das Charakterdesign entwarf Kenichi Sonoda. Kōji Makaino komponierte die Musik. Als künstlerische Leiter waren Kazuhiro Arai, Norihiro Hiraki, Shigemi Ikeda und Yooichi Nangoo tätig. Bei der Produktion lag kein Konzept für die ganze Serie vor, auch die Anzahl der Folgen war noch unklar. Daher wurde das Konzept mit jeder Folge weiterentwickelt, sodass Priss schließlich in das Zentrum der Geschichte rückte. Da ihre Sprecherin Kinuko Ōmori, die ebenfalls Sängerin ist, zunächst ihre Tätigkeit beenden wollte, wurde der Tod der Figur in der sechsten Folge geplant. Sie wollte ihr Engagement dann aber fortsetzen und die Handlung wurde umgeplant. Über diesen Konflikt litt die Zusammenarbeit zwischen den beiden beteiligten Studios, sodass die Produktion nach Abschluss der achten Folge abgebrochen wurde.
Laut Produzent Toshimichi Suzuki ist die Idee der Original Video Animation (OVA), die Angst davor auszudrücken, dass die Menschen achtlos sind gegenüber der sich schnell entwickelnden Technologie. Starke Einflüsse auf die Designs und die Handlung von Bubblegum Crisis hatte Blade Runner, ebenso ist die Hauptfigur Priss daraus entliehen.
Die Folgen erschienen in Japan von 1987 bis 1991 als OVA auf VHS und DVD. In den Vereinigten Staaten wurde die OVA erstmals 1991 veröffentlicht, sowie ein Remaster 2005 auf DVD durch AnimEigo, in Deutschland erschienen ab dem Jahr 1995 VHS-Kassetten und DVDs. Vom 9. Oktober 1999 bis zum 21. November 2000 wurde der Anime an sechs Terminen im deutschen Fernsehen vom Sender VOX gezeigt.
AnimEigo finanzierte mit Hilfe der Crowdfunding-Plattform Kickstarter eine Bubblegum Crisis Ultimate Edition genannte Blu-ray-Fassung ihres Remasters, die auch die Musikvideos Hurricane Live 2032, Hurricane Live 2033 und Holiday in Bali enthält und mit deutschen, englischen, französischen, italienischen, japanischen und finnischen Untertiteln versehen ist. Diese wird seit dem 12. Dezember 2014 als limitierte Ausgabe durch AnimEigo vertrieben.

#### Synchronsprecher
| Rolle            | Japanische Stimme  |
| ---------------- | ------------------ |
| Silia Stingray   | Yoshiko Sakakibara |
| Prisilla Asagiri | Kinuko Ōmori       |
| Linna Yamazaki   | Michie Tomizawa    |
| Nene Romanova    | Akiko Hiramatsu    |
| Mackie Stingray  | Nozomu Sasaki      |
| Chief            | Masaharu Satō      |
| Leon McNichol    | Toshio Furukawa    |
| Daley Wong       | Kenyū Horiuchi     |
| Naoko            | Junko Asami        |
| Fargo            | Kōichi Yamadera    |

### Bubblegum Crash
1992 kam die dreiteilige OVA Bubblegum Crash heraus, welche eine Zusammenfassung des geplanten Endes von Bubblegum Crisis beinhaltet. Bei dem Anime, den Artmic Studios produzierte, führten Hiroshi Ishiodori und Hiroyuki Fukushima Regie, Hiroaki Gohda und Kenichi Sonoda entwarfen das Charakterdesign. Die Musik stammt von Michihiko Ōta und Takehito Nakazawa.

#### Synchronsprecher
| Rolle            | Japanische Stimme   |
| ---------------- | ------------------- |
| Silia Stingray   | Yoshiko Sakakibara  |
| Prisilla Asagiri | Ryōko Tachikawa     |
| Linna Yamazaki   | Michie Tomizawa     |
| Nene Romanova    | Akiko Hiramatsu     |
| Mackie Stingray  | Nozomu Sasaki       |
| Chief            | Akira Murayama      |
| Leon McNichol    | Toshio Furukawa     |
| Daley Wong       | Kenyū Horiuchi      |
| Dr. Haynes       | Tomomichi Nishimura |
| ADAMA            | Minami Takayama     |
| Largo            | Kazuyuki Sogabe     |

### Bubblegum Crisis Tokyo 2040
Nachdem das Studio AIC die Rechte an Bubblegum Crisis übernommen hatte, wurde 1998 in Zusammenarbeit mit dem USA-Vertrieb ADV Films eine 24-teilige Fernsehserie und 1999 zwei anschließende OVAs produziert. Die Charaktere, grundlegende Elemente der Handlung und Settings wurden übernommen, das Charakterdesign der einzelnen Figuren wurde überarbeitet. In den USA wurde die Fernsehserie und die OVAs ab 1999 von ADV Films auf sechs DVDs veröffentlicht.

## Adaptionen

### Specials
1988 erschien eine Aufnahme eines Konzertes der Synchronsprecherinnen unter den Titeln Hurricane Live 2032 und Hurricane Live 2033, gemeinsam mit einigen Anime-Szenen zur Musik. Es folgte das Video Bye2 Knight Sabers: Holiday in Bali, das Szenen mit den Sprecherinnen, Interviews und mehrere Musikvideos enthält.

### AD Police
Suzuki Toshimichi zeichnete den Manga AD. Police, der sich um Leon McNichol dreht und fünf Jahre vor Bubblegum Crisis spielt. Der Manga wurde ab 1988 veröffentlicht. 1990 folgte eine von AIC produzierte dreiteilige OVA, bei der Takamasa Ikegami und Akira Nishimori Regie führten.
1999 wurde schließlich die zwölfteilige Fernsehserie A.D. Police veröffentlicht.

### Comic
Der Comic Bubblegum Crisis: Grand Mal, ein Einzelband, erschien 1995 bei Dark Horse Comics in den USA. Er dreht sich um Adam Warrens Idee, dass Silia ein durch Nanotechnologie erweitertes Gehirn besitzt. An den Zeichnungen wirkte Robert DeJesus mit, für die Kolorierung war Joe Rosas verantwortlich. 1996 erfolgte eine Veröffentlichung in deutscher Sprache beim Carlsen Verlag, die Übersetzung stammt von Jens R. Nielsen.

### Rollenspiel
Das von R. Talsorian veröffentlichte Rollenspiel benutzt das Fuzion-Regelsystem. Neben dem Grundregelwerk Bubblegum Crisis – the Role-playing Game wurden noch zwei Erweiterungen Bubblegum Crisis Before and After und Bubblegum Crisis EX veröffentlicht. Besonders erwähnenswert ist hierbei, dass die Rollenspielbücher, zusätzlich zu Eigenschaftsangaben zu den in den Episoden auftauchenden Figuren und Gegnern für das Spiel, auch einen vollständigen Episodenguide zu den behandelten Anime-Serien enthalten.

## Analyse und Rezeption
Die OVA war in Japan ein kommerzieller Erfolg und eine der beliebtesten OVAs ihrer Zeit, weswegen auch mehrere Nachfolger produziert wurden. Sie war auch eine der ersten Animes, die in den USA auf Kaufmedien veröffentlicht wurde, war dort sehr beliebt und blieb in Teilen des Fandoms bis heute ein „Kult-Anime“. Er spielte auch eine wichtige Rolle in der Entstehung eines Marktes für Animes auf Kaufmedien. Fred Patten nennt sie als erste in seinen 13 bemerkenswertesten OVAs der Jahre 1985 bis 1999.
Gelobt wurde in den USA der sorgfältig und im Stil einer Rockoper der 1980er produzierte Soundtrack, die unterschiedlichen Charaktere der vier Heldinnen. Diese Musik und eine Rocksängerin als Sprecherin und Hauptfigur wird als eine Innovation hervorgehoben, die sich stark auf Musik im Anime auswirkte und ein Bruch mit der zuvor steten Sanftheit dieser Musik war. Für Antonia Levi sind es die Charaktere, deren Entwicklung und Beziehungen, die den Erfolg der Serie ausmachten. Die engen menschlichen Bindungen zwischen den Knight Sabers sei das Hauptthema des Werks. Durch die stärkere Identifikation mit den handelnden Personen werde auch die stattfindende Gewalt vom Zuschauer unmittelbarer erlebt als bei Sendungen des amerikanischen Fernsehens. Sonst setze die Serie eher auf bereits alltägliche Handlungselemente, wie die als unzuverlässig dargestellten, rein künstlichen Boomer und die Kampfanzüge, die eine kleine Variante der in Science-Fiction-Animes häufig vorkommenden Mechas sind. Die dargestellte Rolle der Frau, als in männlich dominierten Institutionen der Polizei lediglich in untergeordneten Rollen akzeptiert, lasse kaum einen Fortschritt zur damaligen Situation in der japanischen Gesellschaft erkennen. Dies sei ebenso typisch für viele Science-Fiction-Animes dieser Zeit. Die Frauen suchten sich stattdessen, wie hier die Knight Sabers, die Möglichkeit außerhalb der Institutionen aktiv zu werden. Laut Anime Encyclopedia hat die OVA aus heutiger Sicht aber auch einige Mängel, so hat die Animation nur wechselhafte Qualität, die Rockmusik sei kitschig („cheesy“) und nicht wenige Elemente der Handlung aus westlichen Filmen wie Blade Runner und Robocop entnommen. So lasse sich die Beliebtheit vor allem daraus erklären, dass es damals nur wenige Animes in Nordamerika gab und die OVA ihre damals erworbene Beliebtheit vor allem bei den älteren Fans nicht verloren hat. Die Fortsetzung Bubblegum Crash wirke trotz einiger interessanter Ideen verbraucht und sei großteils langweilig.
Susan J. Napier nennt als wesentliche Grundelemente der Handlung den konservativen und technikfeindlichen Aspekt sowie den Kampf von Mecha gegen Mecha, in diesem Fall der Knight Sabers in ihren Kampfanzügen gegen die Boomer. Dabei vergleicht sie die OVA mit den Science-Fiction-Animes Guyver: Out of Control und Neon Genesis Evangelion und stellt bei allen dreien Hauptfiguren (in diesem Fall Priss) mit relativ komplexen Charakteren fest. Neben den vielen Gewaltszenen und Kämpfen enthalte die Bubblegum Crisis und Bubblegum Crash auch eine psychologische Tiefe in der Entwicklung der Charaktere. Darüber hinaus gebe es einige Seitenhiebe gegen die materialistische japanische Gesellschaft. Trotz einiger offensichtlicher emanzipatorischer Elemente wie der stete Sieg der Frauen über ihre Gegner, gegen die die AD Police nichts ausrichten kann, sei die OVA von konservativen und technikfeindlichen Aspekten dominiert. Die Erfüllung im selbstlosen Kampf in der Gruppe wird den nur kurzzeitigen Freuden der materialistischen Welt gegenübergestellt. Die Technik ist, sich selbst überlassen, stets eine Gefahr, ebenso wie der große moderne Konzern.
Die deutsche Zeitschrift Funime schreibt, die Serie biete „eine gute Mischung aus actionreicher und schön gezeichneter Handlung.“ Auch die „sexy gestylten Kampfanzüge“ und der eindrucksvolle Soundtrack werden gelobt. Bubblegum Crisis habe das damalige Bild von Animes mitgeprägt: „futuristisches Ambiente, die Explosionen, sogenannte „starke Frauen“ […] und gefälligen JPop.“ Vor allem Jugendliche würden an dieser Serie Spaß haben. Bei Bubblegum Crash sei der Versuch, die Handlung zu einem Ende zu führen, jedoch nicht wirklich gelungen. Die Handlung wirke zusammengestückelt, die neue Stimme von Priss passe nicht und auch der Soundtrack habe sich verschlechtert.